# Erythrodes celebensis
Erythrodes celebensis är en orkidéart som beskrevs av P.O'byrne. Erythrodes celebensis ingår i släktet Erythrodes och familjen orkidéer.
Artens utbredningsområde är Sulawesi. Inga underarter finns listade i Catalogue of Life.